# Грудковий вуглець

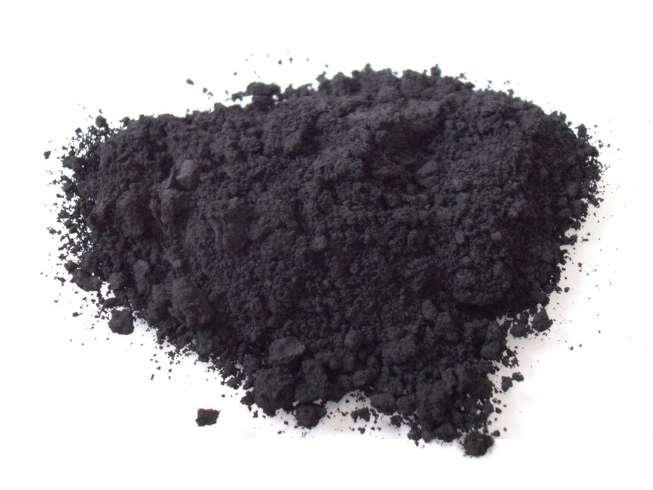
Грудковий вуглець.

Грудковий вуглець — вуглецевий матеріал, що складається з окремих монолітних частинок. Розрізняють грубодиспесний або гранулярний  вуглець (із середніми розмірами зерен 100 ммк — 1 см), дрібногрудковий вуглець чи пил (з розмірами 1 ммк — 100 ммк) та колоїдний  вуглець (з розмірами менше 1 ммк принаймні в одному з вимірів).
Агранулярний вуглець — моногранулярний та монолітний вуглецевий матеріал з гомогенною мікроструктурою, в якому не проявляються структурні елементи при спостереженні за допомогою оптичної мікроскопії.